# Nova Kršlja
Nova Kršlja – wieś w Chorwacji, w żupanii karlowackiej, w gminie Rakovica. W 2011 roku liczyła 66 mieszkańców.